# Qatar ai Giochi della XXXII Olimpiade
Il Qatar ha partecipato ai Giochi della XXXII Olimpiade che si sono svolti a Tokyo, Giappone, dal 23 luglio all'8 agosto 2021; originariamente previsti per l'estate 2020, sono stati rimandati di un anno a causa della pandemia di COVID-19. La delegazione era composta da 16 atleti, 13 uomini e 3 donne.

## Medaglie
| Riepilogo quotidiano | Riepilogo quotidiano | Riepilogo quotidiano | Riepilogo quotidiano | Riepilogo quotidiano | Riepilogo quotidiano |
| -------------------- | -------------------- | -------------------- | -------------------- | -------------------- | -------------------- |
| Giorno               | Data                 |                      |                      |                      | Totale               |
| 1º                   | 24                   | 0                    | 0                    | 0                    | 0                    |
| 2º                   | 25                   | 0                    | 0                    | 0                    | 0                    |
| 3º                   | 26                   | 0                    | 0                    | 0                    | 0                    |
| 4º                   | 27                   | 0                    | 0                    | 0                    | 0                    |
| 5º                   | 28                   | 0                    | 0                    | 0                    | 0                    |
| 6º                   | 29                   | 0                    | 0                    | 0                    | 0                    |
| 7º                   | 30                   | 0                    | 0                    | 0                    | 0                    |
| 8º                   | 31                   | 1                    | 0                    | 0                    | 1                    |
| 9º                   | 1                    | 1                    | 0                    | 0                    | 1                    |
| 10º                  | 2                    | 0                    | 0                    | 0                    | 0                    |
| 11º                  | 3                    | 0                    | 0                    | 0                    | 0                    |
| 12º                  | 4                    | 0                    | 0                    | 0                    | 0                    |
| 13º                  | 5                    | 0                    | 0                    | 0                    | 0                    |
| 14º                  | 6                    | 0                    | 0                    | 0                    | 0                    |
| 15º                  | 7                    | 0                    | 0                    | 1                    | 1                    |
| 16º                  | 8                    | 0                    | 0                    | 0                    | 0                    |
| Totale               | Totale               | 2                    | 0                    | 1                    | 3                    |

### Medagliere per disciplina
| Sport             | Oro | Argento | Bronzo | Totale |
| ----------------- | --- | ------- | ------ | ------ |
| Atletica leggera  | 1   | 0       | 0      | 1      |
| Sollevamento pesi | 1   | 0       | 0      | 1      |
| Beach volley      | 0   | 0       | 1      | 1      |
| Totale            | 2   | 0       | 1      | 3      |

### Medaglie d'oro
| Medaglia | Nome               | Sport             | Evento                 |
| -------- | ------------------ | ----------------- | ---------------------- |
| Oro      | Mutaz Essa Barshim | Atletica leggera  | Salto in alto maschile |
| Oro      | Faris Ibrahim      | Sollevamento pesi | 96 kg maschile         |

### Medaglie di bronzo
| Medaglia | Nome                         | Sport        | Evento          |
| -------- | ---------------------------- | ------------ | --------------- |
| Bronzo   | Ahmed Tijan Cherif Younousse | Beach volley | Torneo maschile |

## Delegazione
| Sport             | Uomini | Donne | Totale |
| ----------------- | ------ | ----- | ------ |
| Atletica leggera  | 7      | 1     | 8      |
| Beach volley      | 2      | 0     | 2      |
| Canottaggio       | 0      | 1     | 1      |
| Judo              | 1      | 0     | 1      |
| Nuoto             | 1      | 1     | 2      |
| Tiro              | 1      | 0     | 1      |
| Sollevamento pesi | 1      | 0     | 1      |
| Totale            | 13     | 3     | 16     |

## Risultati

### Atletica leggera
| Q | Qualificato al turno successivo per la posizione in qualificazione                                                           |
| q | Qualificato per il turno successivo per ripescaggio o, negli eventi su campo, conquistando la misura minima per qualificarsi |

Maschile
Eventi su pista e strada
| Atleta                  | Evento         | Batterie  | Batterie  | Semifinali      | Semifinali      | Finale          | Finale          |
| Atleta                  | Evento         | Risultato | Posizione | Risultato       | Posizione       | Risultato       | Posizione       |
| ----------------------- | -------------- | --------- | --------- | --------------- | --------------- | --------------- | --------------- |
| Femi Ogunode            | 100 m piani    | 10"02     | 2º Q      | 10"17           | 8               | non qualificato | non qualificato |
| Abubaker Haydar Abdalla | 800 m piani    | 1'47"45   | 6º        | non qualificato | non qualificato | non qualificato | non qualificato |
| Adam Ali Musab          | 1500 m piani   | 3'42"55   | 15º       | non qualificato | non qualificato | non qualificato | non qualificato |
| Abdirahman Saeed Hassan | 1500 m piani   | DNF       | -         | non qualificato | non qualificato | non qualificato | non qualificato |
| Abderrahman Samba       | 400 m ostacoli | 48"38     | 1º Q      | 47"47           | 2º Q            | 47"12           | 5º              |

Eventi su campo
| Atleta                | Evento              | Qualifica | Qualifica | Finale          | Finale          |
| Atleta                | Evento              | Misura    | Posizione | Misura          | Posizione       |
| --------------------- | ------------------- | --------- | --------- | --------------- | --------------- |
| Mutaz Essa Barshim    | Salto in alto       | 2,28 m    | 1º q      | 2,37 m          |                 |
| Ashraf Amgad El-Seify | Lancio del martello | 71,84 m   | 26º       | non qualificato | non qualificato |

Femminile
| Atleta                   | Evento      | Batterie  | Batterie  | Semifinali      | Semifinali      | Finale          | Finale          |
| Atleta                   | Evento      | Risultato | Posizione | Risultato       | Posizione       | Risultato       | Posizione       |
| ------------------------ | ----------- | --------- | --------- | --------------- | --------------- | --------------- | --------------- |
| Bashair Obaid Al-Manwari | 100 m piani | 13"38     | 6º        | non qualificata | non qualificata | non qualificata | non qualificata |

### Beach volley
| Atleta                       | Torneo   | Primo turno                            | Primo turno                            | Primo turno                      | Primo turno | Ripescaggio          | Ottavi                                          | Quarti                              | Semifinali                                       | Finale                                              | Finale |
| Atleta                       | Torneo   | Avversario Punteggio                   | Avversario Punteggio                   | Avversario Punteggio             | Pos.        | Avversario Punteggio | Avversario Punteggio                            | Avversario Punteggio                | Avversario Punteggio                             | Avversario Punteggio                                | Pos.   |
| ---------------------------- | -------- | -------------------------------------- | -------------------------------------- | -------------------------------- | ----------- | -------------------- | ----------------------------------------------- | ----------------------------------- | ------------------------------------------------ | --------------------------------------------------- | ------ |
| Ahmed Tijan Cherif Younousse | Maschile | Heidrich / Gerson V 2-0 (21–17, 21-16) | Carambula / Rossi V 2-0 (24-22, 21–13) | Gibb / Crabb V2-0 (21–18, 21–17) | 1ª Q        | Bye                  | Lucena / Dalhausser V 2-1 (14–21, 21–19, 15–11) | Nicolai / Lupo V 2-0 (21-17, 23–21) | Krasil'nikov / Stoyanovskiy P 0–2 (19–21, 17–21) | Finale 3º posto Pļaviņš / Točs V 2–0 (19–21, 17–21) |        |

### Canottaggio
| FE   | Qualificato in finale E (non per le medaglie) |
| SE/F | Semifinali E/F                                |
| R    | Ripescaggio                                   |

| Atleta        | Evento  | Batteria | Batteria  | Ripescaggio | Ripescaggio | Semifinali | Semifinali | Finale  | Finale    |
| Atleta        | Evento  | Tempo    | Posizione | Tempo       | Posizione   | Tempo      | Posizione  | Tempo   | Posizione |
| ------------- | ------- | -------- | --------- | ----------- | ----------- | ---------- | ---------- | ------- | --------- |
| Tala Abujbara | Singolo | 8'06"29  | 5º R      | 8'16"88     | 3º S E/F    | 8'24"24    | 1º FE      | 8'00"22 | 25º       |

### Judo
| Atleta           | Evento | 16-esimi                      | Ottavi               | Quarti               | Semifinali           | Ripescaggio          | Med.bronzo           | Finale               | Posizione       |
| Atleta           | Evento | Avversario Punteggio          | Avversario Punteggio | Avversario Punteggio | Avversario Punteggio | Avversario Punteggio | Avversario Punteggio | Avversario Punteggio | Posizione       |
| ---------------- | ------ | ----------------------------- | -------------------- | -------------------- | -------------------- | -------------------- | -------------------- | -------------------- | --------------- |
| Ayoub El-Idrissi | 66 kg  | Dzmitry Minkou (BLR) P (0-10) | non qualificato      | non qualificato      | non qualificato      | non qualificato      | non qualificato      | non qualificato      | non qualificato |

### Nuoto
| Atleta               | Evento     | Batterie | Batterie   | Semifinali      | Semifinali      | Finale          | Finale          |
| Atleta               | Evento     | Tempo    | Classifica | Tempo           | Classifica      | Tempo           | Classifica      |
| -------------------- | ---------- | -------- | ---------- | --------------- | --------------- | --------------- | --------------- |
| Abdulaziz Al-Obaidly | 200 m rana | 2'23"22  | 39º        | non qualificato | non qualificato | non qualificato | non qualificato |

| Atleta      | Evento            | Batterie | Batterie   | Semifinali      | Semifinali      | Finale          | Finale          |
| Atleta      | Evento            | Tempo    | Classifica | Tempo           | Classifica      | Tempo           | Classifica      |
| ----------- | ----------------- | -------- | ---------- | --------------- | --------------- | --------------- | --------------- |
| Nada Arkaji | 50 m stile libero | DNS      | -          | non qualificata | non qualificata | non qualificata | non qualificata |

### Sollevamento pesi
| Atleta        | Evento | Strappo   | Strappo    | Slancio   | Slancio    | Totale | Classifica |
| Atleta        | Evento | Risultato | Classifica | Risultato | Classifica | Totale | Classifica |
| ------------- | ------ | --------- | ---------- | --------- | ---------- | ------ | ---------- |
| Fares Ibrahim | -96 kg | 177       | 2º         | 225       | 1º         | 403    |            |

### Tiro a segno/volo
| Atleta              | Evento | Qualificazione | Qualificazione | Finale          | Finale          |
| Atleta              | Evento | Punteggio      | Classifica     | Punteggio       | Classifica      |
| ------------------- | ------ | -------------- | -------------- | --------------- | --------------- |
| Mohammed Al-Rumaihi | Trap   | 121            | 13º            | non qualificato | non qualificato |